# مرد-بوفالویی
مرد-بوفالویی (به انگلیسی: Man-Bull) یک شخصیت تخیلی و ابرتبه‌کارانه در کتاب‌های کامیک می‌باشد. این کاراکتر به دست جری کانوی و گری فردریش خلق شده و در بی‌باک شماره ۷۸ام (ژوئیه ۱۹۷۱) معرفی شد.
وی همچنین عضو گروه‌های خلافکارانه‌ای چون جوخه مرگ و ماتادور است.
جدا از کتاب‌های کامیک، شرکت مارول از مرد-بوفالویی در دیگر کالاهای خود از جمله پوشاک، اسباب‌بازی، ورق بازی، انیمیشن‌های تلویزیونی و بازی‌های رایانه‌ای استفاده کرده است.